# Discestra chenopodii
Discestra chenopodii är en fjärilsart som beskrevs av Ignaz Schiffermüller 1776. Discestra chenopodii ingår i släktet Discestra och familjen nattflyn. Inga underarter finns listade i Catalogue of Life.